# トラック3/4t 4×4 / 4×2

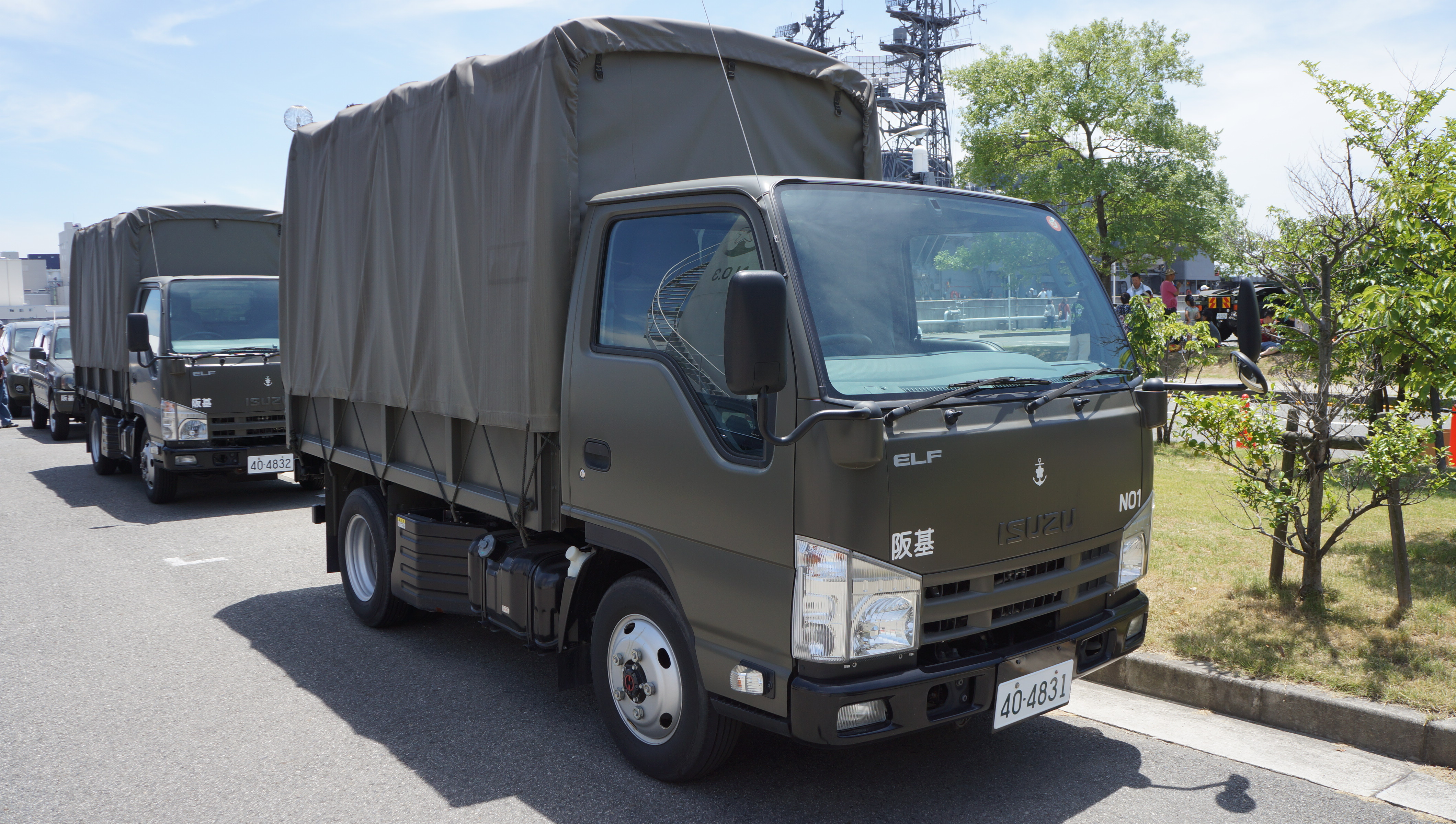
阪神基地隊配備車

トラック3/4t 4×4 / 4×2（トラックよんぶんのさんトンよんりんくどう/にりんくどう）は、自衛隊で物資・人員輸送に使われるトラックの一つであり、民生型トラックに準じた仕様である。大きなくくりとして業務トラックとも呼ばれる。

## 特徴
自衛隊制式の73式中型トラック（1 1/2tトラック）、73式大型トラック（3 1/2tトラック）とは異なり、構成はより民生品に近い。トラックメーカー各社における2tクラストラック市販車に準じた仕様で、民間仕様と異なる点は荷台・塗装程度である。
73式中型トラック、73式大型トラックは作戦運用を想定して制作されているのと対照に、本車は基本的に平時の各種物資等輸送に用いられる。3/4tとは、4分の3トン、つまり750kgを指し、不整地走行もしくは重要物件を輸送する場合の最大積載量であり、通常の場合は車両ごとにメーカーが定めた最大積載量まで積載することができる。
四輪駆動の物はトラック3/4t 4×4、二輪駆動の物はトラック3/4t 4×2と呼ばれる。海上自衛隊での通称はキャブオール。
車輌の仕様は民間向けと基本的に同一であるものの、大多数を占める幌仕様車は人員輸送も可能である。荷台に十数人を乗せることができ、73式中型トラック等のような折り畳み式木製ベンチシートが備えられている。このため、車両自体は準中型自動車だが乗車定員により特定中型自動車扱いになるため、運転免許は中型自動車免許が必要となる。
なお、いわゆる2007年以前の普通自動車免許、つまり8t限定中型免許は定員10人以下という規定があるため、同免許による本車の運転はできない。

## 諸元
民間のものと同じ
- いすゞ・エルフ
- 三菱ふそう・キャンター
- 日野・デュトロ
- 日産・アトラス

## 製造
調達は競争入札であるため複数社の車輌が混在している。
- いすゞ自動車
- 三菱ふそうトラック・バス
- 日野自動車
- UDトラックス（旧:日産ディーゼル）

など